# Agnotologia
L'agnotologia (del grec ἄγνωσις, agnōsis, "desconèixer" (grec ἄγνωσις "desconegut"), i -λογία, -logia, és l'estudi de la ignorància o dubte culturalment induït, especialment a la publicació de dades científiques errònies o tendencioses. El terme va ser introduït el 1999 per Robert Proctor, professor nord-americà d'Història de la ciència i de la tecnologia a la Universitat Stanford.
De manera més general, el terme també fa referència als casos cada vegada més comuns on un major coneixement d'un tema genera que es tinguin més dubtes sobre esmentat tema que al començament. Robert Proctor investiga com la ignorància es genera activament en la societat a través de fonts com el secretisme militar o judicial i per mitjà de polítiques deliberades. La manufactura de la ignorància és molt comuna, com en el cas de l'canvi climàtic o la teoria de l'evolució, que segueixen posant-se en dubte en alguns col·lectius, com si no es tractés de veritats científiques. L'autor afirma que aquest tipus de tecnologia de la desinformació sorgeix de la indústria del tabac.
| «                              | La ignorància és poder… i la agnotologia és la creació deliberada d'ignorància | » |
| — Robert Proctor, investigador |                                                                                |   |